# Resolució 1245 del Consell de Seguretat de les Nacions Unides
La Resolució 1245 del Consell de Seguretat de les Nacions Unides fou adoptada per unanimitat l'11 de juny de 1999. Després de recordar les resolucions 1181 (1998), 1220 (1999) i 1231 (1999) sobre la situació a Sierra Leone, el Consell va prorrogar el mandat de la Missió d'Observació de les Nacions Unides a Sierra Leone (UNOMSIL) fins al 13 de desembre de 1999.
El Consell de Seguretat va reconèoxer el paper de la Comunitat Econòmica dels Estats de l'Àfrica Occidental (CEDEAO) i el seu Grup de Monitorització (ECOMOG) i va expressar la seva preocupació per la fràgil situació a Sierra Leone.
La resolució ha destacat que una solució política general i la reconciliació són essencials per a una solució pacífica del conflicte. En aquest sentit, va donar la benvinguda a les converses en Lomé entre el Govern de Sierra Leone i representants rebels del Front Revolucionari Unit (FRU). Es va instar totes les parts a mantenir el seu compromís amb les negociacions i el Consell va assenyalar en particular el paper del President del Togo Gnassingbé Eyadema i de la comunitat internacional en facilitar aquest procés.
El Consell va prendre nota de la proposta del secretari general Kofi Annan per ampliar la presència de la UNOMSIL al país amb un mandat revisat si les converses entre el govern de Sierra Leone i els representants rebels del FRU tenien èxit. Finalment, es va exigir al Secretari General que mantingués informat al Consell sobre els esdeveniments a Sierra Leone.